# Pseudolebinthus whellani
Pseudolebinthus whellani är en insektsart som beskrevs av Robillard 2006. Pseudolebinthus whellani ingår i släktet Pseudolebinthus och familjen syrsor. Inga underarter finns listade i Catalogue of Life.